# Zinho
Crizam César de Oliveira Filho, más conocido como Zinho (Nova Iguaçu, Río de Janeiro, 17 de junio de 1967), es un exfutbolista brasileño que se desempeñaba como centrocampista.

## Selección nacional

### Participaciones en Copas del Mundo
| Mundial                        | Sede           | Resultado |
| ------------------------------ | -------------- | --------- |
| Copa Mundial de Fútbol de 1994 | Estados Unidos | Campeón   |

### Participaciones en Copa América
| Copa              | Sede    | Resultado        |
| ----------------- | ------- | ---------------- |
| Copa América 1993 | Ecuador | Cuartos de final |
| Copa América 1995 | Uruguay | Subcampeón       |

## Clubes
| Club                     | País           | Año       |
| ------------------------ | -------------- | --------- |
| Flamengo                 | Brasil         | 1986-1992 |
| Palmeiras                | Brasil         | 1992-1994 |
| Yokohama Flügels         | Japón          | 1995-1997 |
| Palmeiras                | Brasil         | 1997-1999 |
| Grêmio                   | Brasil         | 2000-2002 |
| Palmeiras                | Brasil         | 2002-2003 |
| Cruzeiro                 | Brasil         | 2003      |
| Flamengo                 | Brasil         | 2004-2005 |
| Nova Iguaçu              | Brasil         | 2005      |
| Fort Lauderdale Strikers | Estados Unidos | 2005-2007 |

## Palmarés

### Torneos regionales
| Título                      | Club              | Estado/s                   | Año  |
| --------------------------- | ----------------- | -------------------------- | ---- |
| Campeonato Carioca          | CR Flamengo       | Río de Janeiro             | 1986 |
| Campeonato Carioca          | CR Flamengo       | Río de Janeiro             | 1991 |
| Campeonato Paulista         | SE Palmeiras      | São Paulo                  | 1993 |
| Torneo Río-São Paulo        | SE Palmeiras      | São Paulo - Río de Janeiro | 1993 |
| Campeonato Paulista         | SE Palmeiras      | São Paulo                  | 1994 |
| Torneo Río-São Paulo        | SE Palmeiras      | São Paulo - Río de Janeiro | 1994 |
| Campeonato Gaúcho           | Grêmio FBPA       | Río Grande del Sur         | 2001 |
| Taça Guanabara              | CR Flamengo       | Río de Janeiro             | 2004 |
| Campeonato Carioca          | CR Flamengo       | Río de Janeiro             | 2004 |
| Campeonato Carioca Serie A2 | Nova Iguaçu F. C. | Río de Janeiro             | 2005 |

### Torneos nacionales
| Título                        | Club         | País   | Año  |
| ----------------------------- | ------------ | ------ | ---- |
| Copa de Brasil                | CR Flamengo  | Brasil | 1990 |
| Campeonato Brasileiro Série A | CR Flamengo  | Brasil | 1992 |
| Campeonato Brasileiro Série A | SE Palmeiras | Brasil | 1993 |
| Campeonato Brasileiro Série A | SE Palmeiras | Brasil | 1994 |
| Copa de Brasil                | SE Palmeiras | Brasil | 1998 |
| Copa de Brasil                | Grêmio FBPA  | Brasil | 2001 |
| Campeonato Brasileiro Série A | Cruzeiro EC  | Brasil | 2003 |

### Torneos internacionales
| Título                       | Club                | Sede           | Año     |
| ---------------------------- | ------------------- | -------------- | ------- |
| Copa Mundial de Fútbol       | Selección de Brasil | Estados Unidos | 1994    |
| Recopa de la AFC             | Yokohama Flügels    | Sharjah        | 1994-95 |
| Supercopa de la AFC          | Yokohama Flügels    | Yokohama       | 1995    |
| Copa Mercosur                | SE Palmeiras        | São Paulo      | 1998    |
| Copa Libertadores de América | SE Palmeiras        | São Paulo      | 1999    |